# ClipGrab
A ClipGrab egy olyan program, mellyel videókat lehet letölteni olyan helyekről, mint a YouTube, a Vimeo, a Dailymotion és a Facebook. Dicsérik, mert felhasználóbarátnak tartják, ugyanakkor több biztonsági program malware-ként azonosítja. A letöltött videókat más file formátumra is át tudja konvertálni, melyek között ott van az MP3, az MPEG4, az OGG Theora és a WMV is. Szabad szoftverként a GNU General Public License 3. változata alatt jelent meg.

## Tulajdonságok
A ClipGrab hivatalosan egy csomó helyről támogatja a letöltést. Ilyen oldal a YouTube, a Dailymotion, a Vimeo és a Facebook. Ezen felül a szoftverben van egy olyan heurisztika, melynek segítségével olyan oldalakról is le tud tölteni videókat, melyeket hivatalosan nem támogat. Ha lehetséges, a ClipGrab felajánlja a különböző minőségű videóváltozatokat. Ennek segítségével a felhasználó választhat magas, közepes vagy alacsony minőség közül. A ClipGrab automatikusan észleli, ha kompatibilis URL címet másolunk a vágólapra. A programban van egy beépített kereső funkció, amit a YouTube-nál lehet használni. Segítségével a felhasználó más file formátumban is mentheti a videót, mely lehet MP3, MPEG4, OGG Theora vagy WMV. Különösen megdia kö9nnyen kezelhető interface-e miatt. A softoxi.com szoftverértékelő oldal szerint  "[a ClipGrabnek] gyönyörű kivitelő felhasználói felülete van.” és „kinézete, érzzete és teljesítménye alapján kiemelkedik.”

## Licensz
A ClipGrabet szabad szoftverként jelentették meg GPLv3 licenc alatt.
Nyílt forráskódú szoftver esetében szokatlanul a file összesítők, a kódtárolók, a fejlesztői dokumentációk és az online probléma listák nem érhetőek el nyilvánosan. 2015-ig a ClipGrab közzétette online a forráskódot, melyhez GPL nyílt licensz tartozott.

## Fejlesztés
A ClipGrabet eredetileg a jogvédett PureBasic programnyelven írták meg, és egyszerre csak egy videót tudott leölteni. később a programot átírták C++ nyelvre és Qt frameworkre  majd a GPL v3 alatt hozták nyilvánosságra. A 3.0 verzió óta a program elérhető macOS alatt is.

## Kritikája a malware-ek miatt
A ClipGrab windowsos telepítőjében benn van az installCore hirdető modul is, melyet több vírusirtó potenciálisan kéretlen programnak vagy alkalmazásnak minősít. Az installCore használata miatt a ClipGrabet „crapware-rel töltöttnek minősítették". A ClipGrab fórumain a fejlesztők nem válaszoltak a vírusokkal kapcsolatos megjegyzésekre. A ClipGrabbel kapcsolatos cikkek 2018 óta még kritikusabbak, a szoftvert malware-nek minősítik, és nem egy olyan segítő programnak, melyként 2011 és 2015 között nevezték a terméket.
Lehetőség van az InstallCore nélküli változat letöltésére is.